# Infiniti EX
Infiniti EX – samochód sportowo-użytkowy produkowany przez koncern Nissan pod marką Infiniti od 2008 roku. W 2013 roku zmieniona została nazwa modelu z EX na QX50. Auto zostało po raz pierwszy zaprezentowane podczas targów motoryzacyjnych w Nowym Jorku w 2007 roku.

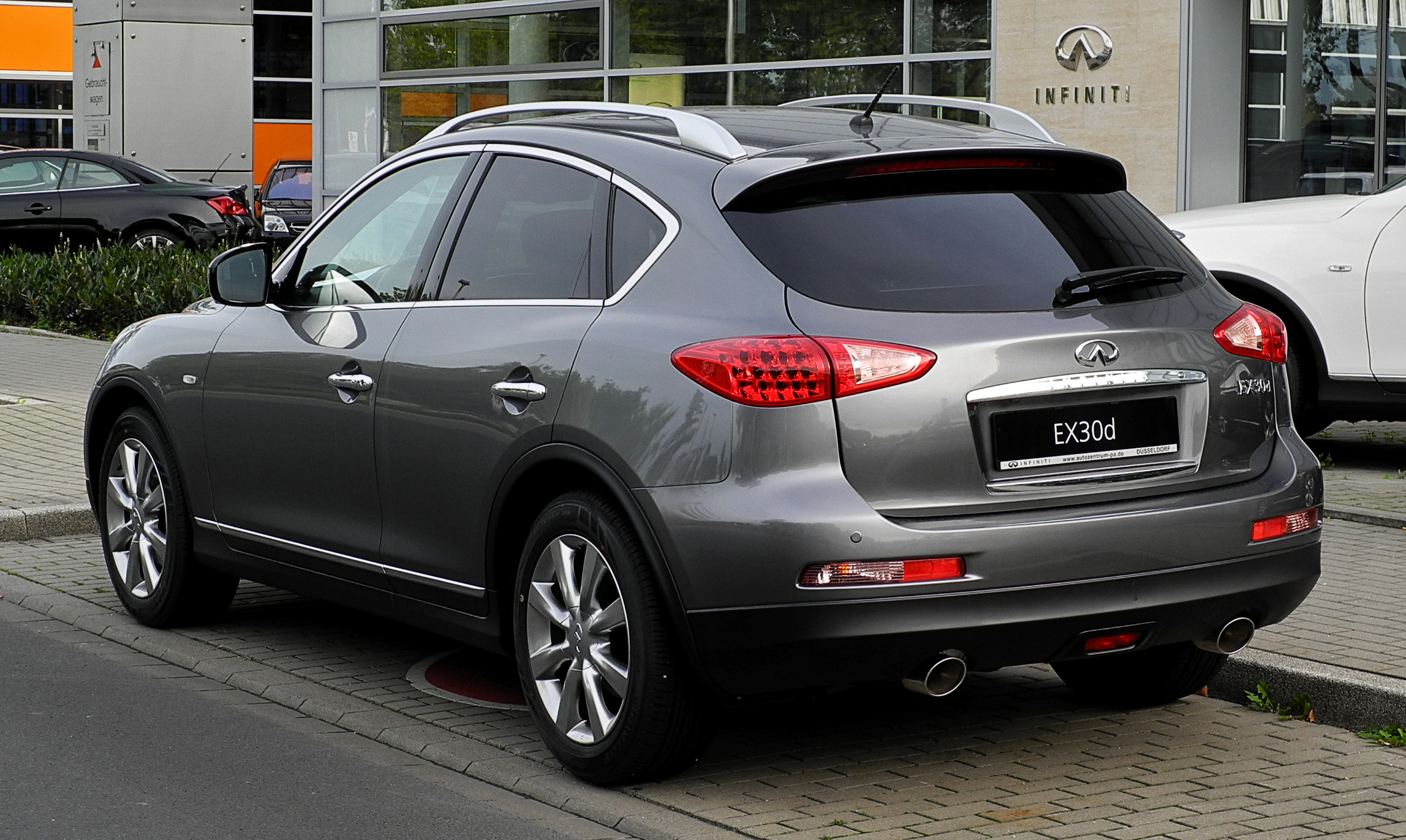
Tył Infiniti EX

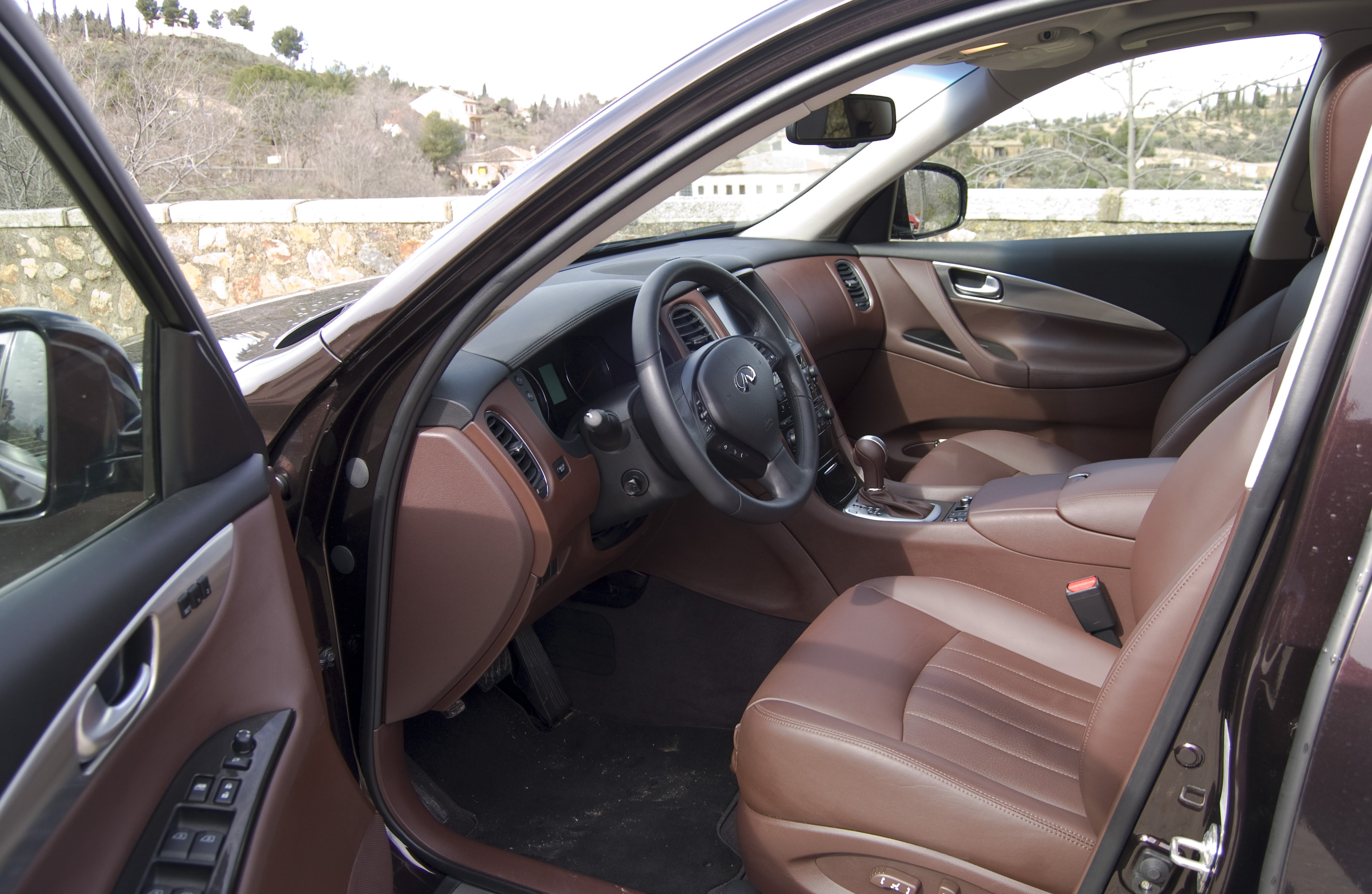
Wnętrze

Pojazd łączy w sobie cechy coupe oraz SUVa.

## Silniki
EX35
- V6 3,5 l (3498 cm³), 4 zawory na cylinder, DOHC
- Układ zasilania: wtrysk
- Średnica cylindra × skok tłoka: 95,50 mm × 81,40 mm
- Stopień sprężania: b/d
- Moc maksymalna: 300 KM (221 kW) przy 6800 obr./min
- Maksymalny moment obrotowy: 343 N•m przy 4800 obr./min
- Przyspieszenie 0-100 km/h: 5,8 - 6,2 s
- Prędkość maksymalna: 232 km/h

## Wersje wyposażeniowe
- QX50
- GT
- GT Premium
- Black Premium[3]

Standardowe wyposażenie pojazdu obejmuje m.in. 6 poduszek powietrznych, aktywne zagłówki przednich foteli, tempomat, system doświetlania zakrętów oraz zintegrowane światła przeciwmgłowe, elektryczne sterowanie szyb, podgrzewane, składane i elektrycznie sterowane lusterka, elektryczna regulacja foteli przednich i tylnej kanapy, panoramiczną kamerę cofania, dwustrefową klimatyzację automatyczną, system audio firmy Bose Corporation z 7-głośnikami oraz czujniki deszczu i zmierzchu, tempomat, inteligentny kluczy I-Key, 18-calowe alufelgi, adaptacyjne reflektory biksenonowe oraz Bluetooth ułatwiający transfer muzyki i współpracę z telefonem, system ostrzegający i zapobiegający przed niekontrolowaną zmianą pasa ruchu, system ostrzegania przed martwym polem.
Opcjonalnie pojazd wyposażyć można było m.in. w system nawigacji satelitarnej z wielofunkcyjnym odtwarzaczem CD/DVD/MP3, kamerę cofania oraz Music Box o pojemności 10 GB, 19-calowe alufelgi, 11-głośnikowy system audio firmy Bose, elektryczne sterowane okno dachowe oraz relingi dachowe wykonane z aluminium.
Infiniti w modelu EX zastosowało samoregenerującą się powłokę lakierniczą (Scratch Shield), która w wyniku wyższej temperatury po pewnym czasie samoczynnie naprawia niewielkie zadrapania (do głębokości 0,5-1,1)